# Peter Westenthaler
Peter Westenthaler (født Peter Hojač 6. november 1967 i Wien) er en østrigsk politiker og medlem af parlamentet i Østrig. Han har taget sit mors fødenavn, Westenthaler, i stedet for sit tjekkiske Hojač.
Han var medlem af Jörg Haiders Freiheitliche Partei Österreichs (FPÖ) til det såkaldte "Knittelfeld-kup" i 2002. Han arbejdede derefter for bilfabrikanten Magna Steyr til han i juni 2006 blev valgt til partileder i Haiders nye parti Bündnis Zukunft Österreich (BZÖ).
Som leder for BZÖ var Westenthaler i modsætning til FPÖ's leder Heinz-Christian Strache, om hvilket af de to partier, som var den retmæssige efterfølger af det tidligere FPÖ efter partisplittelsen i 2005.
30. august 2008 måtte Peter Westenthaler gå af som partileder for BZÖ og blev erstattet af Haider, efter at Westenthaler blev fundet skyldig i mened i en sag som involverede hans tidligere livvagt. Dommen er anket. Han blev løsladt i 2019.